# NGC 2913
NGC 2913 في الفهرس العام الجديد، هي مجرة، تقع في كوكبة الأسد. اكتشفت في 10 مارس 1864 بواسطة ألبرت مارث.

## روابط خارجية
- NGC 2913 على موقع ويكي سكاي: DSS2, SDSS, GALEX, IRAS, Hydrogen α, X-Ray, Astrophoto, Sky Map, Articles and images